# Масена, Жилберто
Жилберто Маседо да Масена (порт.-браз. Gilberto Macedo da Macena; 1 апреля 1984, Рио-де-Жанейро) — бразильский футболист, нападающий.
Масена начал играть в клубе «Комерсиал» из Рибейран-Прету, откуда он летом 2006 года уехал в Данию, в клуб «Хольбек», там он сразу стал лучшим бомбардиром команды, а в следующем сезоне перешёл в клуб «Хорсенс», играя в команде центрального нападающего, но всё же больше подыгрывая партнёрам, там в первом сезоне за клуб он забил лишь 12 мячей в 29 матчах, во втором — 9 мячей в 32 играх.
После нескольких сезонов в Дании Масена в феврале 2012 года перешёл в чемпионат Китая, где присоединился к команде «Шаньдун Лунэн».
11 января 2014 года Масена перешёл в другой китайский клуб «Ханчжоу Гринтаун».